# Kos Minar

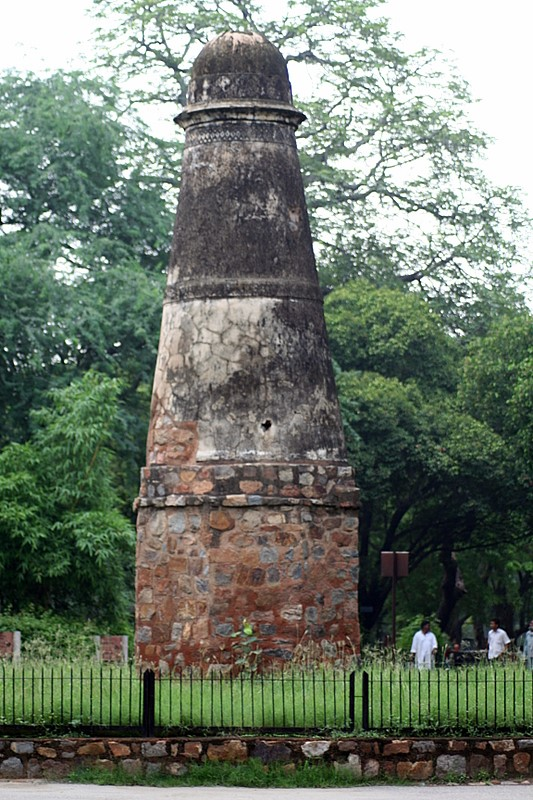
Een Kos Minar in het National Zoological Park Delhi

De Kos Minars (vertaald: mijlpilaren) zijn middeleeuwse Indiase mijlpalen langs de Grand Trunk Road in het noorden van het Indisch subcontinent, die werden geïntroduceerd door de 16e-eeuwse Pasjtoen-heerser Sher Shah Suri. Kos Minars werden gebouwd om te dienen als afstandsmarkeringen langs de koninklijke routes van Agra naar Ajmer, Agra naar Lahore en van Agra naar Mandu in het zuiden.
De meeste Kos Minars zijn aanwezig in Uttar Pradesh, Rajasthan, Haryana en Punjab langs wegen, spoorlijnen, rijstvelden en in veel steden en dorpen.
Kos Minars werden door vroege Europese reizigers zoals Thomas Roe beschreven als een ‘wonder van India’ en zijn door de Archaeological Survey of India bestempeld als een integraal onderdeel van het ‘nationale communicatiesysteem’ van India.
Een kos in het Sanskriet is een vierde van een yojana, een oude Indiase afstandseenheid. Het vertegenwoordigde een afstand van ongeveer 3,22 kilometer (2,00 mijl). Een minar is een Arabisch woord voor toren.
Kos Minars zijn massieve ronde pilaren van ongeveer 9,1 meter hoog, gebouwd op een gemetseld platform van bakstenen en bepleisterd met kalk. Ze zijn niet identiek. Als mijlpalen waren ze een belangrijk onderdeel van communicatie en reizen.

## Galerij

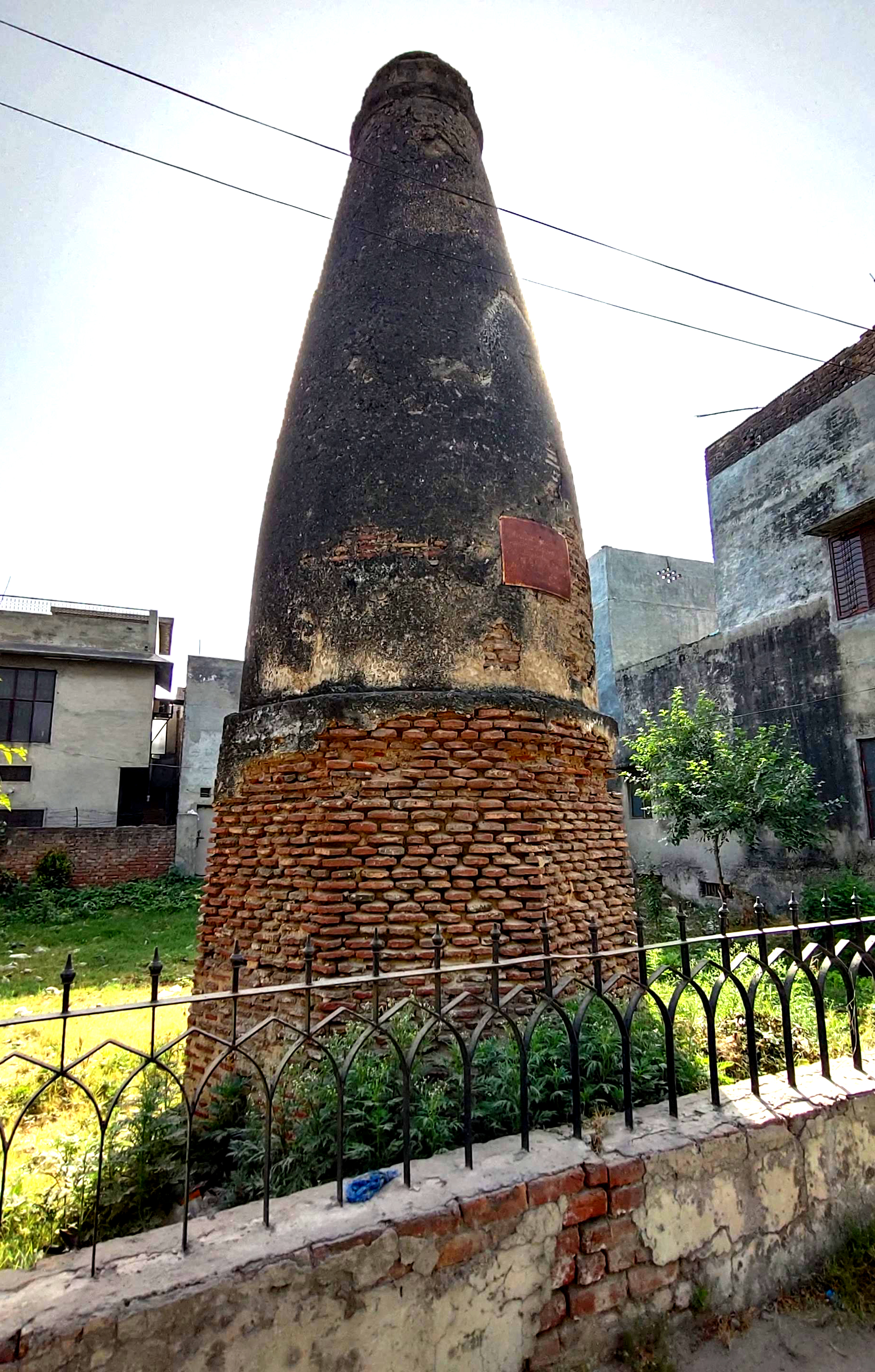
Mughalpura, Lahore, Pakistan
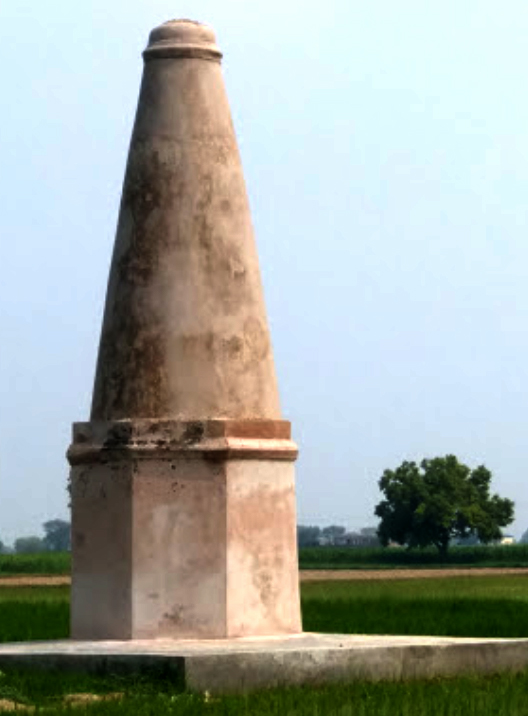
Manhala, Lahore, Pakistan
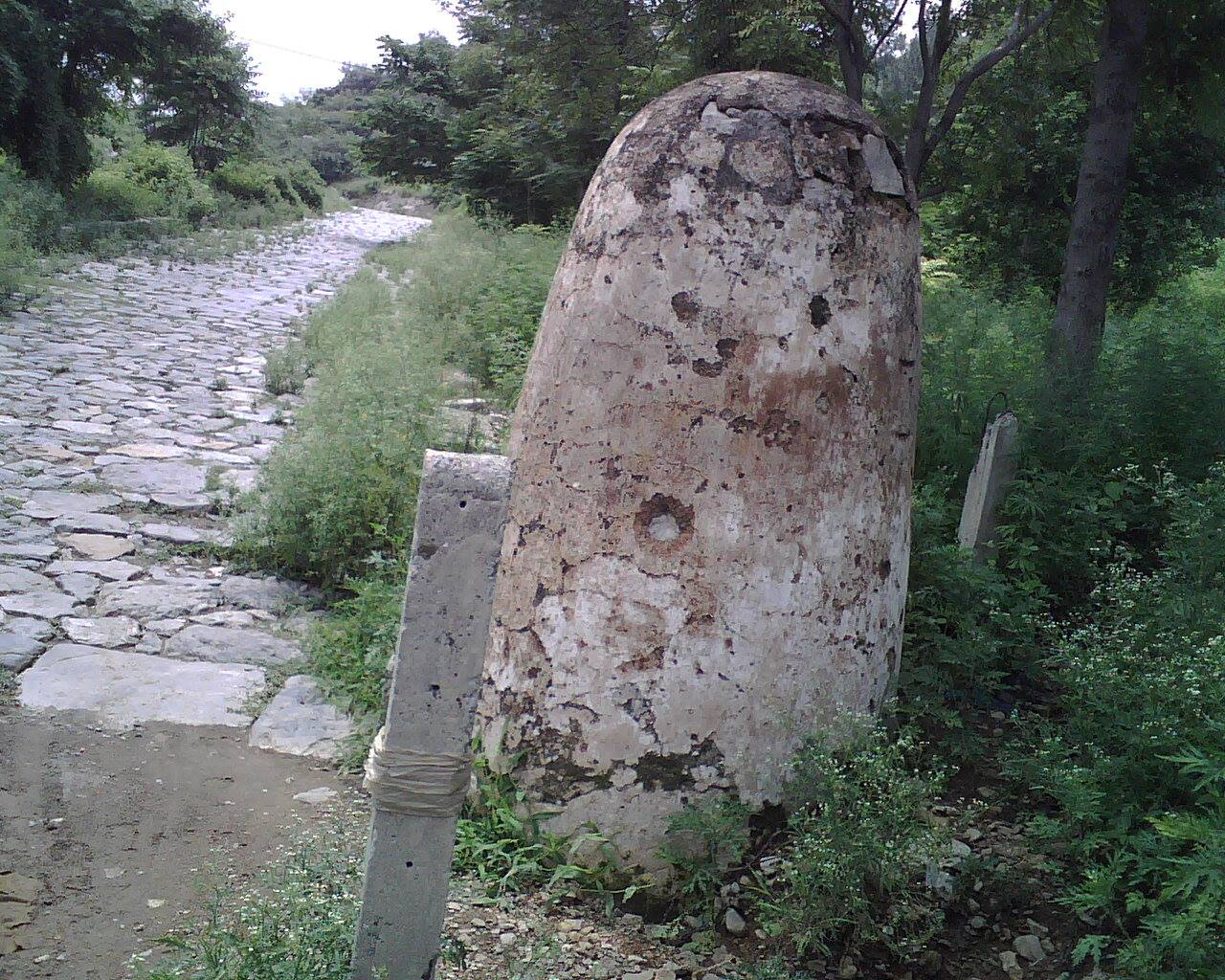
Taxla, Pakistan
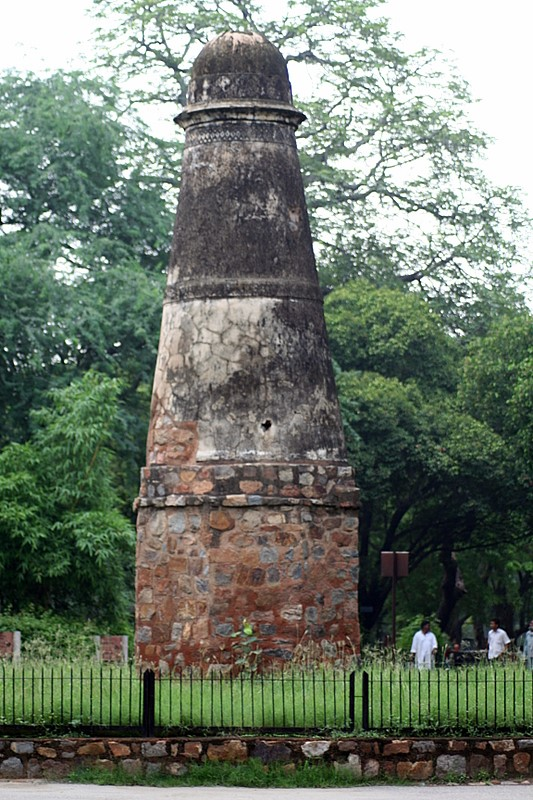
Delhi Zoo, India
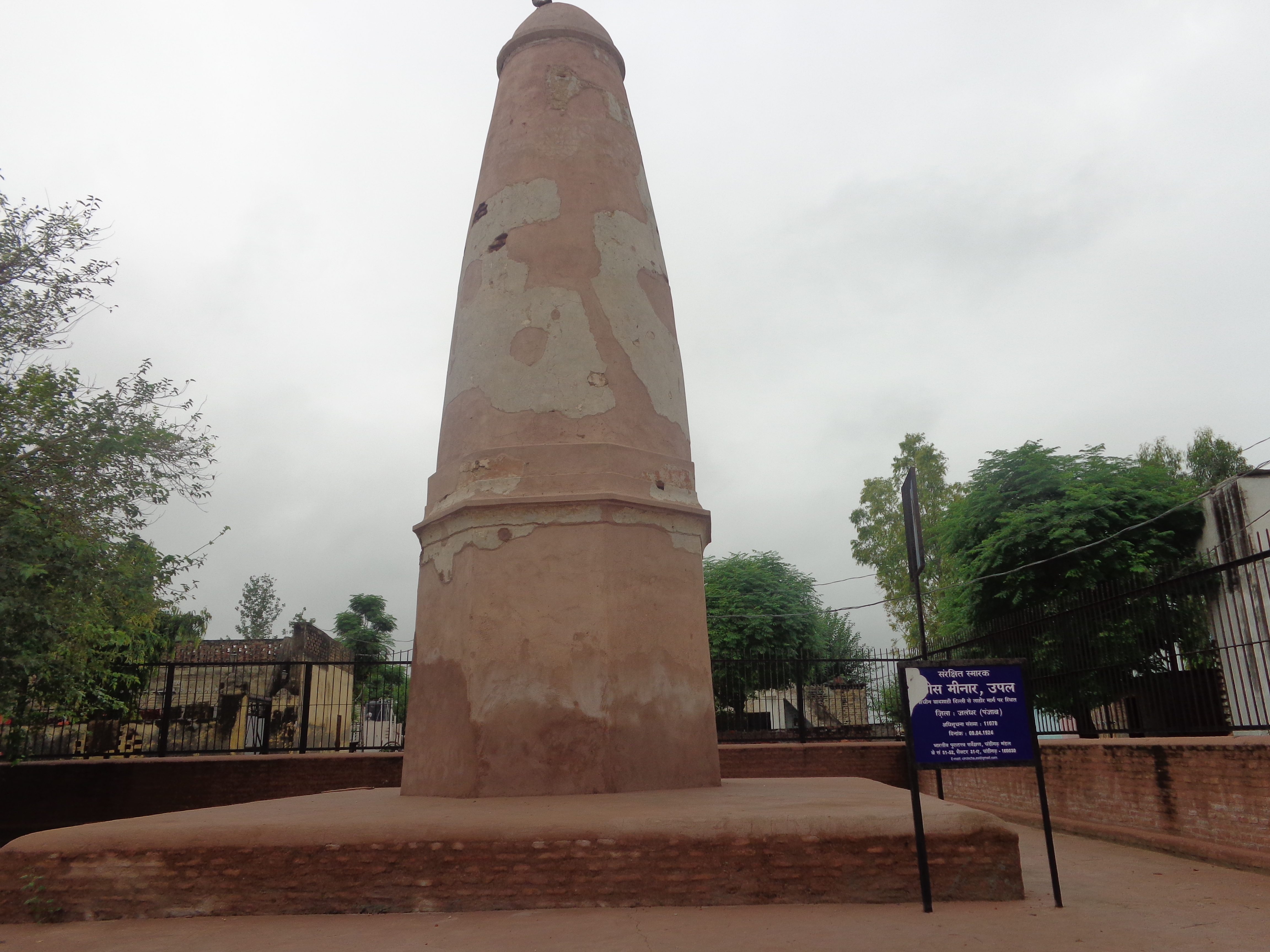
Jalandhar, India
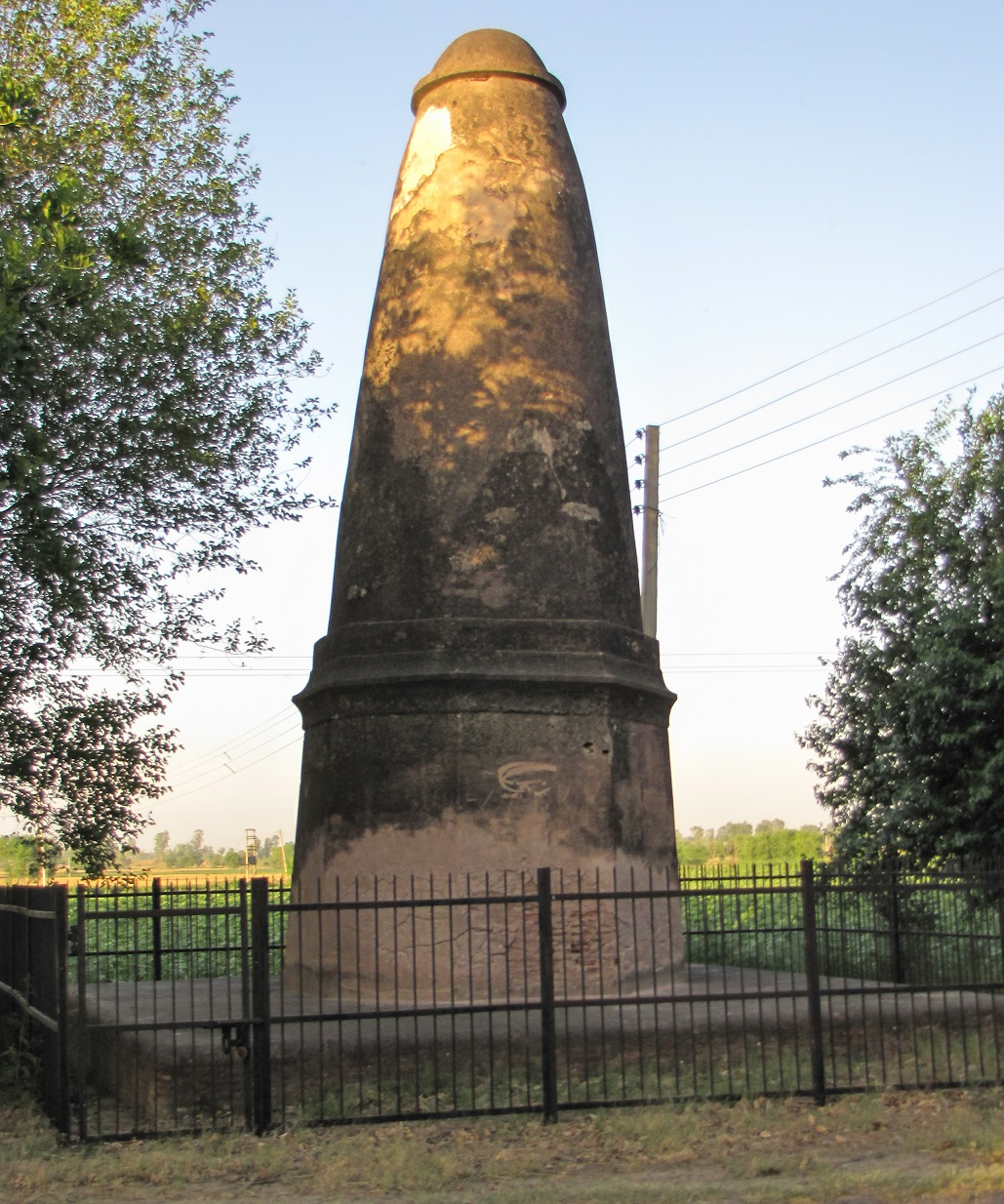
Dakkhni, Jalandhur, India
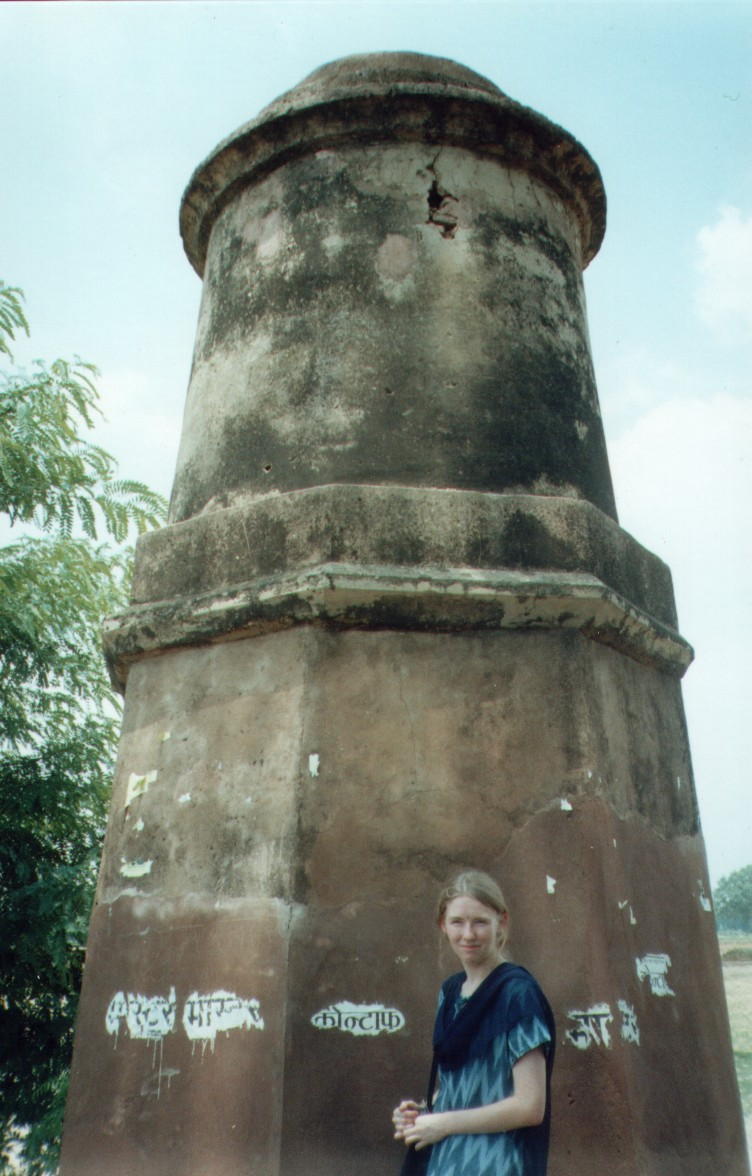
UP, India
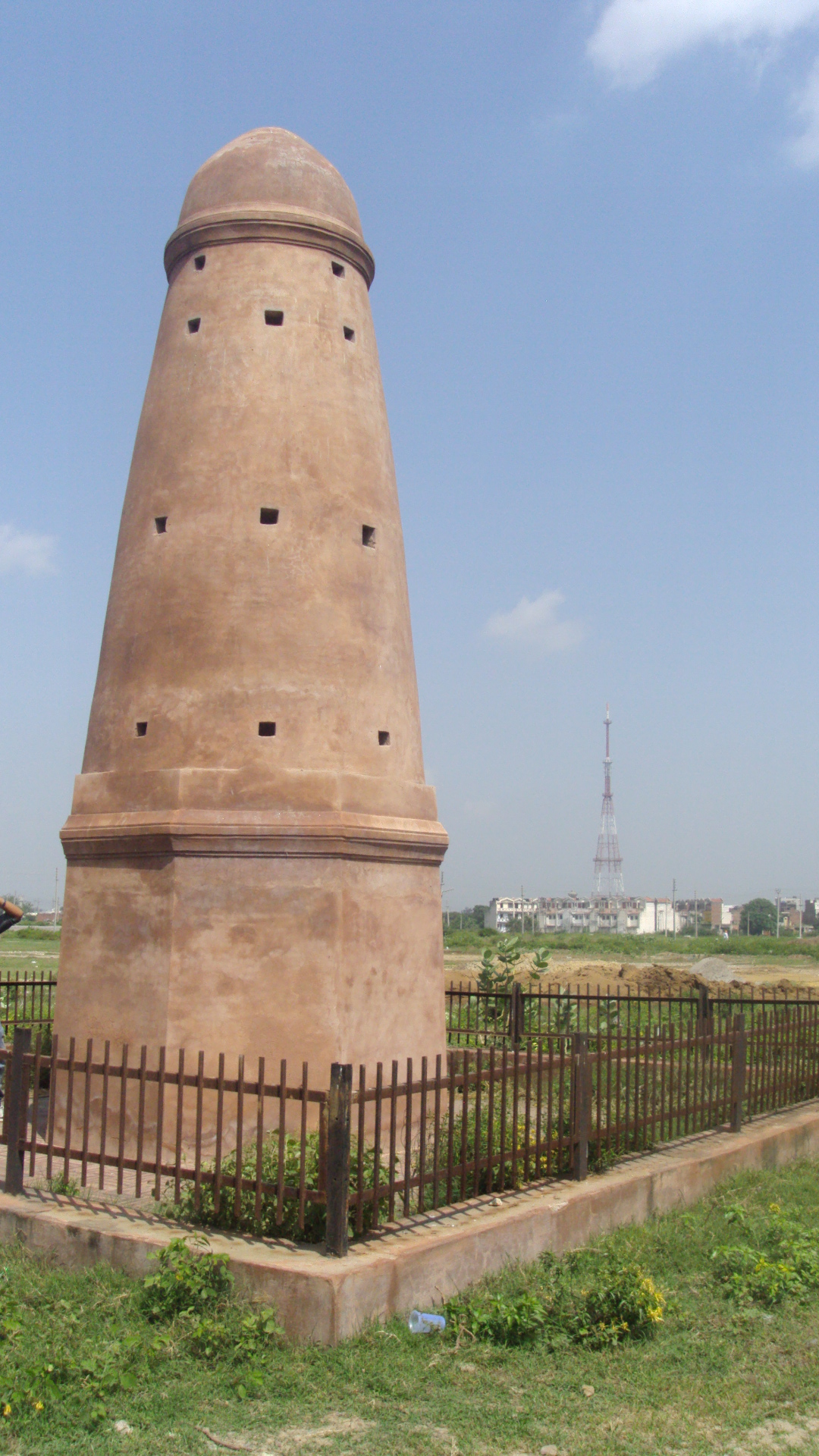
Tarawri, Karnal, India
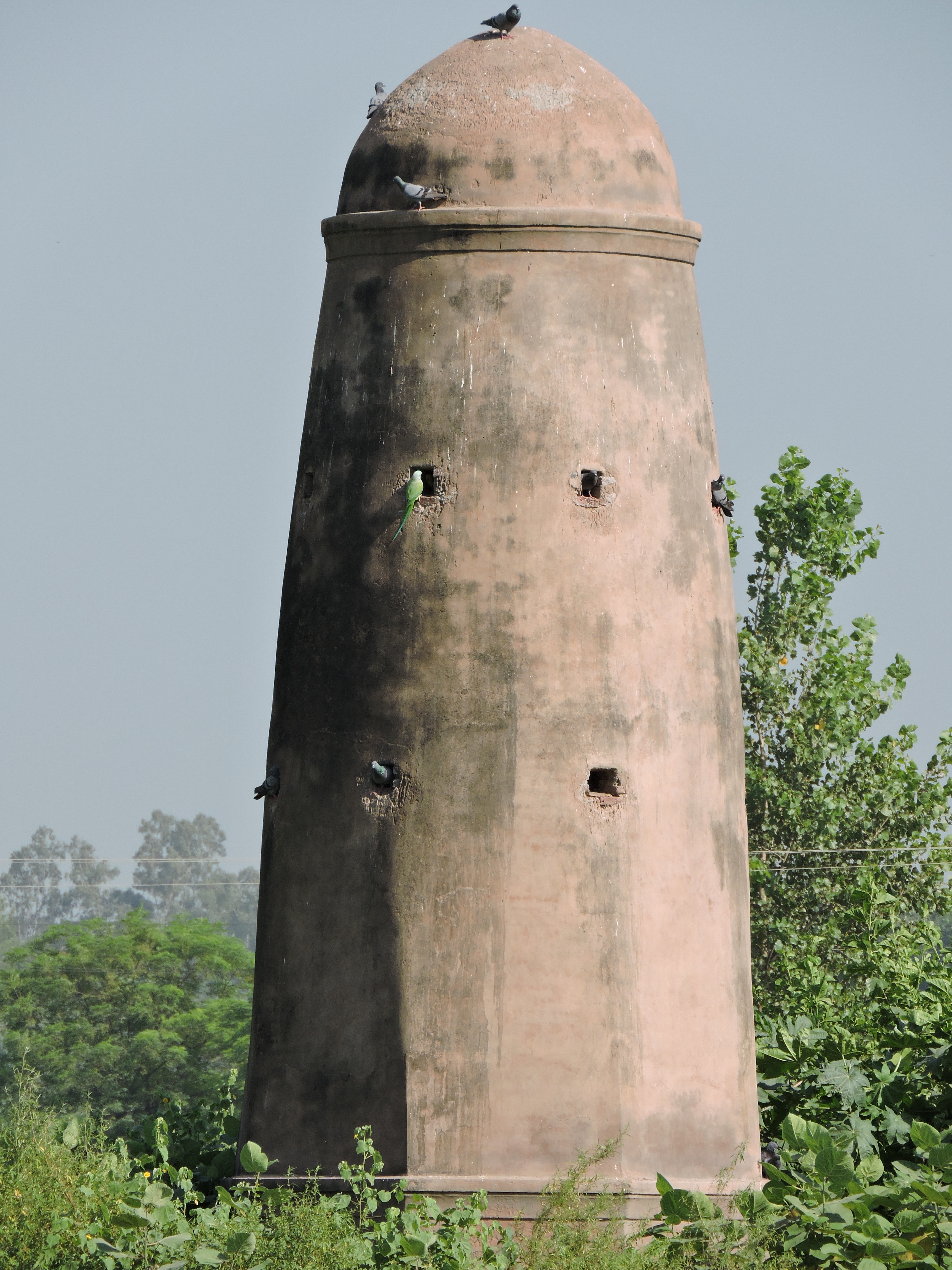
Karnal, India
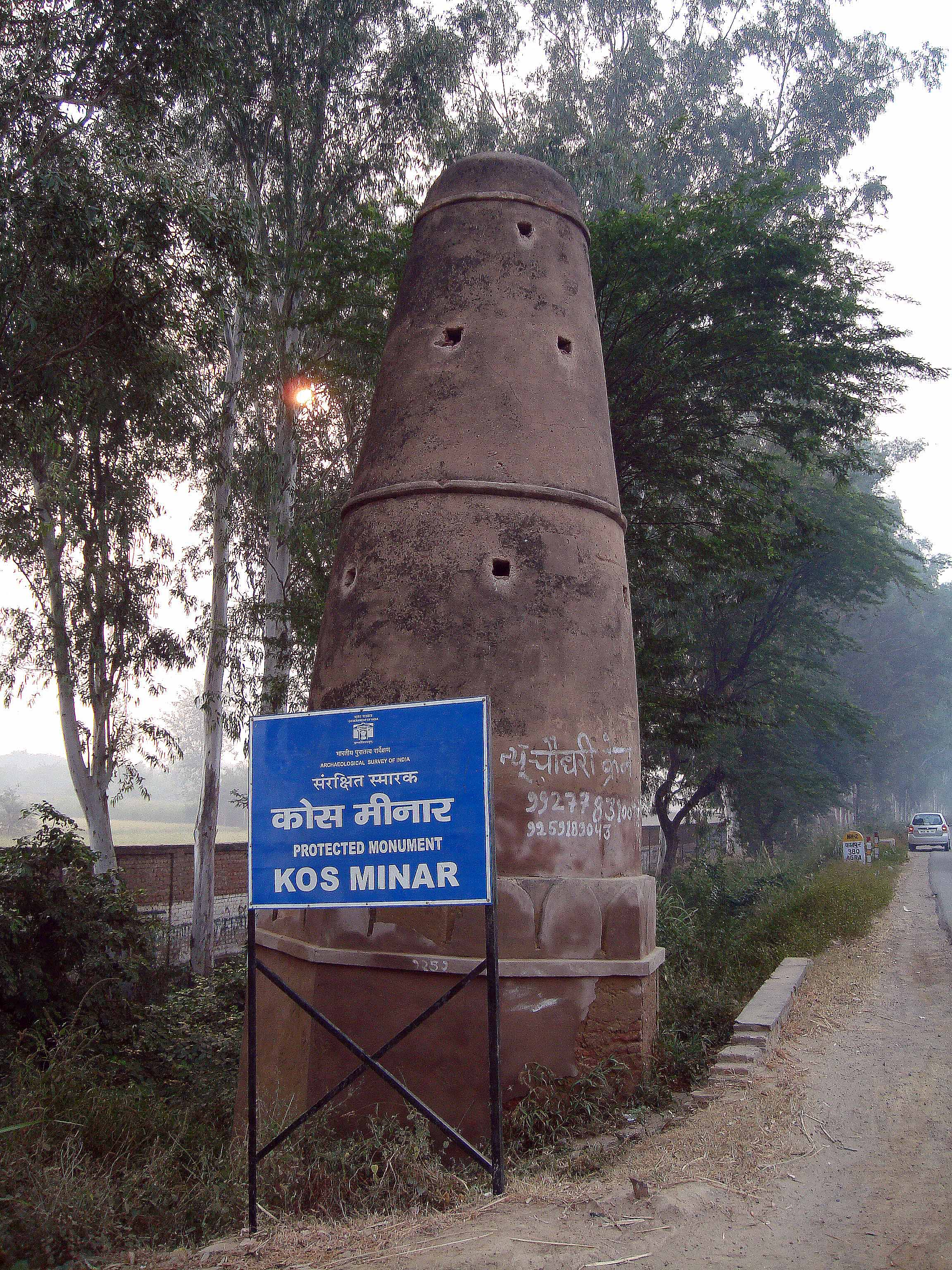
Haryana, India
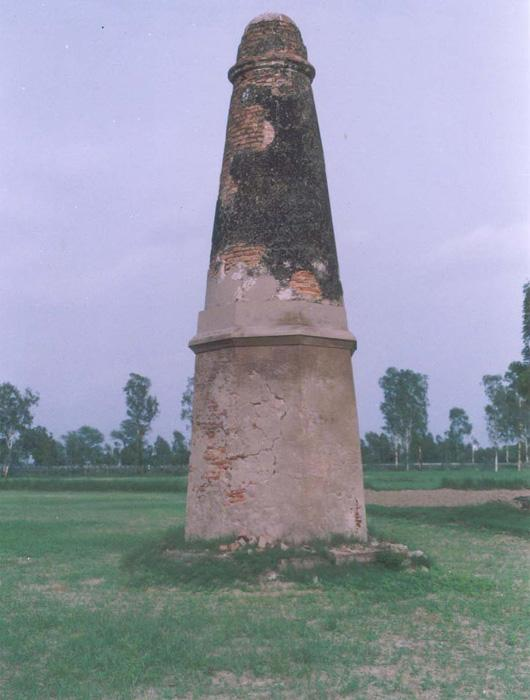
Ambala, Haryana, India